# Mere (België)
Mere is een dorp in de Belgische provincie Oost-Vlaanderen en een deelgemeente van Erpe-Mere, het was een zelfstandige gemeente tot aan de gemeentelijke herindeling van 1977. Mere is gelegen aan de Molenbeek-Ter Erpenbeek. Het wordt omringd door Erpe, Ottergem, Bambrugge, Aaigem, Haaltert en Nieuwerkerken (deelgemeente Aalst). Mere ligt in de Denderstreek. Op de grens van Erpe, Mere en de Aalsterse deelgemeente Nieuwerkerken bevindt zich het gehucht Edixvelde.

## Geografie

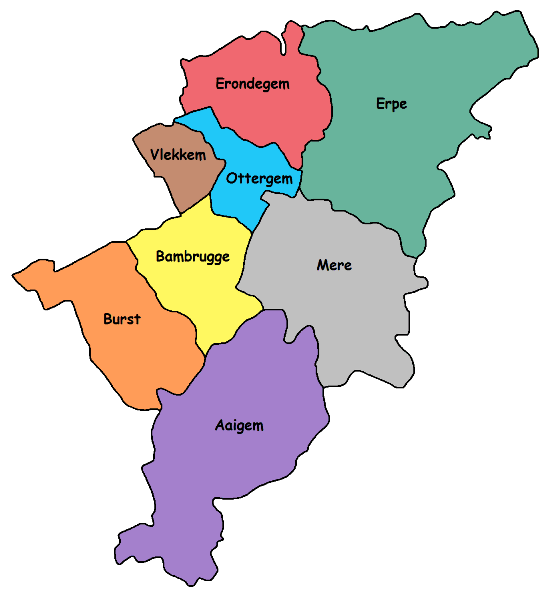
Ligging van Mere in Erpe-Mere

Het hoogste punt van de deelgemeente Mere bevindt zich op de Gotegemberg, deze top haalt net geen 68 meter hoogte. In de Diepestraat (naast de windmolen) werden tanden van diverse zeevissen, waaronder haaien gevonden. Zij tonen aan dat in de prehistorie het land de bodem van een zee vormde.

## Geschiedenis
In de Jeruzalemstraat (aan de overzijde van de windmolen) zijn restanten van een Romeinse villa gevonden (de heuvel tegenover de Merelputstraat).
In 1003 werd Mere in een document genoemd als Meren. Wellicht stamt de naam af van de vele moerassen (meren) in de buurt van het dorp. Waren er aan het begin van de 19de eeuw nog zo'n 1874 inwoners in het dorp, tegen het eind van diezelfde eeuw had het 2942 inwoners. Toentertijd bestond de voornaamste bedrijvigheid uit een windmolen, drie watermolens en een fabriek die aan 1000 inwoners werk bood. Jaarlijks trokken zo'n 300 bewoners naar Frankrijk als seizoensarbeider om daar te helpen met de oogst.
- Het wapenschild van Mere is een rechtstaand zwaard en drie gouden bollen op een zwarte achtergrond.
- De bekendste bijnaam voor de Merenaars was de Papeters, minder bekend waren de bijnamen Mere-rot, De Papboeren en De Vechters.

## Demografische ontwikkeling
- Bronnen:NIS, Opm:1831 tot en met 1970=volkstellingen; 1976 = inwoneraantal op 31 december

## Bezienswaardigheden
- De Sint-Bavokerk. Aan de kerk staat een standbeeld van de hand van de kunstenaar Herman De Somer, de patroonheilige van de kerk (Bavo van Gent) afbeeldend. In de Sint-Bavokerk heeft men ook een beeld van de Sedes Sapientiae.
- De Dikke kapel of "Grote Kapel" staat aan het kruispunt van de Kruiskouterstraat en de Ommegangstraat. Het is een vrij grote, barokke kapel. Het jaartal 1640 staat er vermeld, maar het vermoeden bestaat dat de kapel een bevestiging van een nog oudere bidplaats is. Reeds in 1571 wordt het toponiem "Aen de capelle" teruggevonden (in de twintigste penningcohieren). In 1419 bestond al het toponiem "Cruyscauter", wat het vermoeden doet ontstaan dat er aanvankelijk enkel een kruis stond. De Kruiskouterstraat is pas vrij recent (eeuwwisseling 19de-20ste eeuw) ontstaan doordat boeren te voet een kleine wegel tussen twee eigendommen begonnen te maken. De Kruiskouterstraat is vrijwel volledig uit de eigendommen aan de zuidzijde van de straat genomen. Dit gebeurde andermaal op het einde van de 20° eeuw op basis van een onteigening van de aan de zuidzijde gelegen percelen. De Dikke Kapel is de tiende kapel in een "ommegang". In de maand mei vindt de al eeuwenoude Rozenkransommegang plaats. De kapel werd gebouwd toen het dorp slechts 660 inwoners telde. Dit betekent dat de inwoners de bouw van deze kapel niet kunnen betaald hebben. Wellicht werd dit uitgevoerd met giften van bedevaarders. Zij was dus een bedevaartkapel waar bedevaarders uit de grote omtrek heen gingen. De kapel en de onmiddellijke omgeving zijn beschermd. De oorspronkelijke voetweg (zie atlas der buurtwegen) lag rechts van de kapel en is verlegd naar links. Deze loopt van de kapel naar het kerkhof van Mere.
- Er zijn nog drie watermolens op de Molenbeek-Ter Erpenbeek in Mere: de De Graevesmolen, de Gotegemmolen en de Molen te Broeck.
- De Kruiskoutermolen, een houten, drie verdiepingen tellende windmolen met twee maalstenen. Hij werd in 2006 volledig gerestaureerd. Bezoek is mogelijk na aanmelding via de dienst cultuur van de gemeente of via een van de molenaars.
- Kerkhof Mere: grafmonument pastoor Dambre.
- Kerkhof Mere: commonweath war graves https://www.cwgc.org/visit-us/find-cemeteries-memorials/cemetery-details/2094119/mere-communal-cemetery/

## Natuur en landschap
Mere ligt in Zandlemig Vlaanderen op een hoogte van 20-67 meter. De Molenbeek-Ter Erpenbeek stroomt door Mere in noordelijke richting. Mere ligt aan de autoweg A10.
- Van het kerkhof in Mere loopt er een voetwegel naar de Dikke kapel.
- Van de Dikke kapel naar de kouter loopt een voetweg. Deze wegel loopt door een rijke fauna (vlinders, libellen, vogels, daarna weidevogels, egels, veldmuizen, spechten, vossen) en agrarisch gebied. Via die wegel bereikt men de beschermde Molenbeekvallei die zich tot daar uitstrekt.
- Er is een wandelpad langs de Molenbeek.
- Tussen de Kruiskouterstraat en de Molenbeek ligt een kouter in agrarisch gebied met een rijke fauna. De Molenbeekvallei is een beschermd natuurgebied.

## Galerij

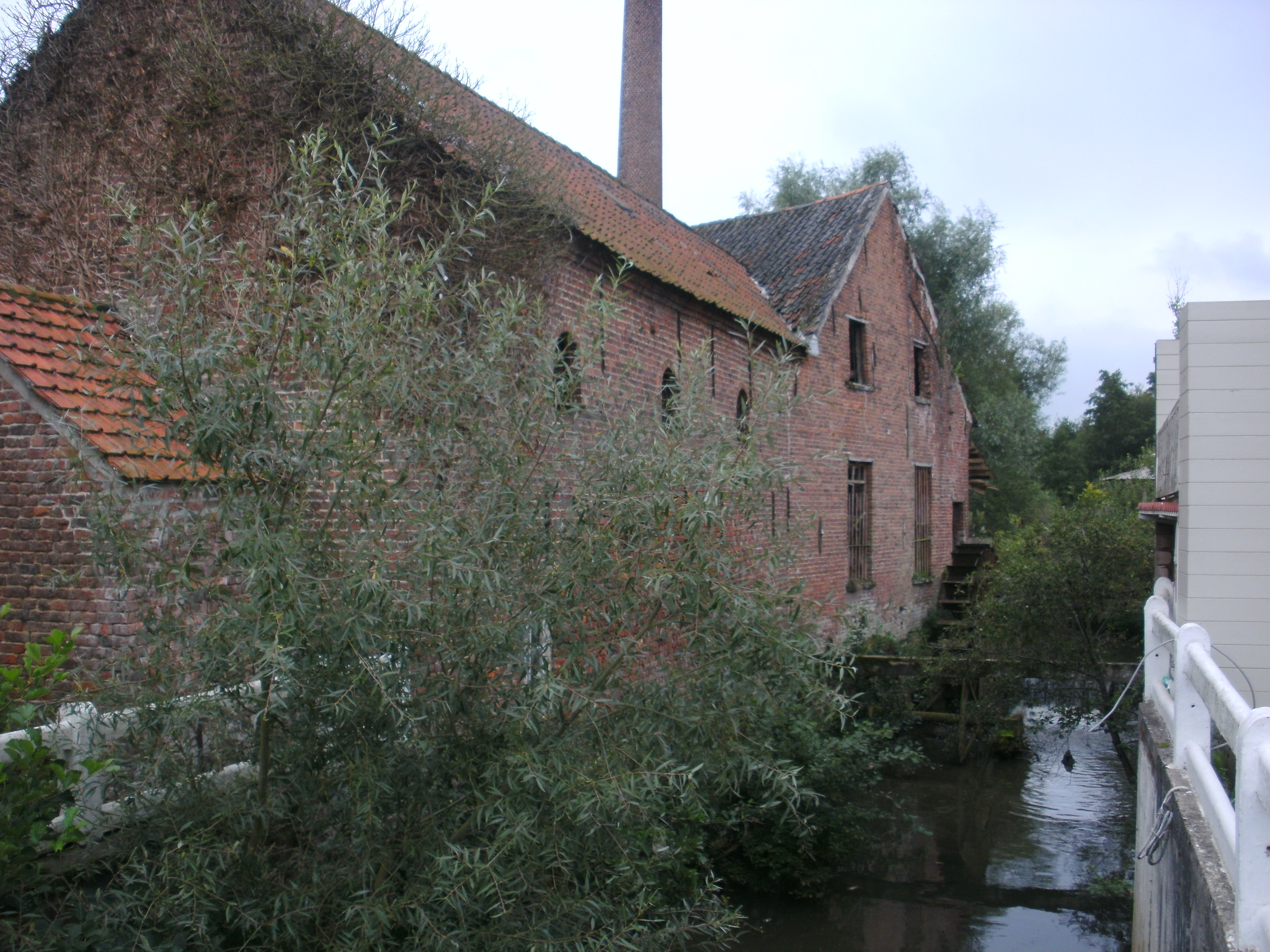
Zijaanzicht van de "De Graevesmolen"
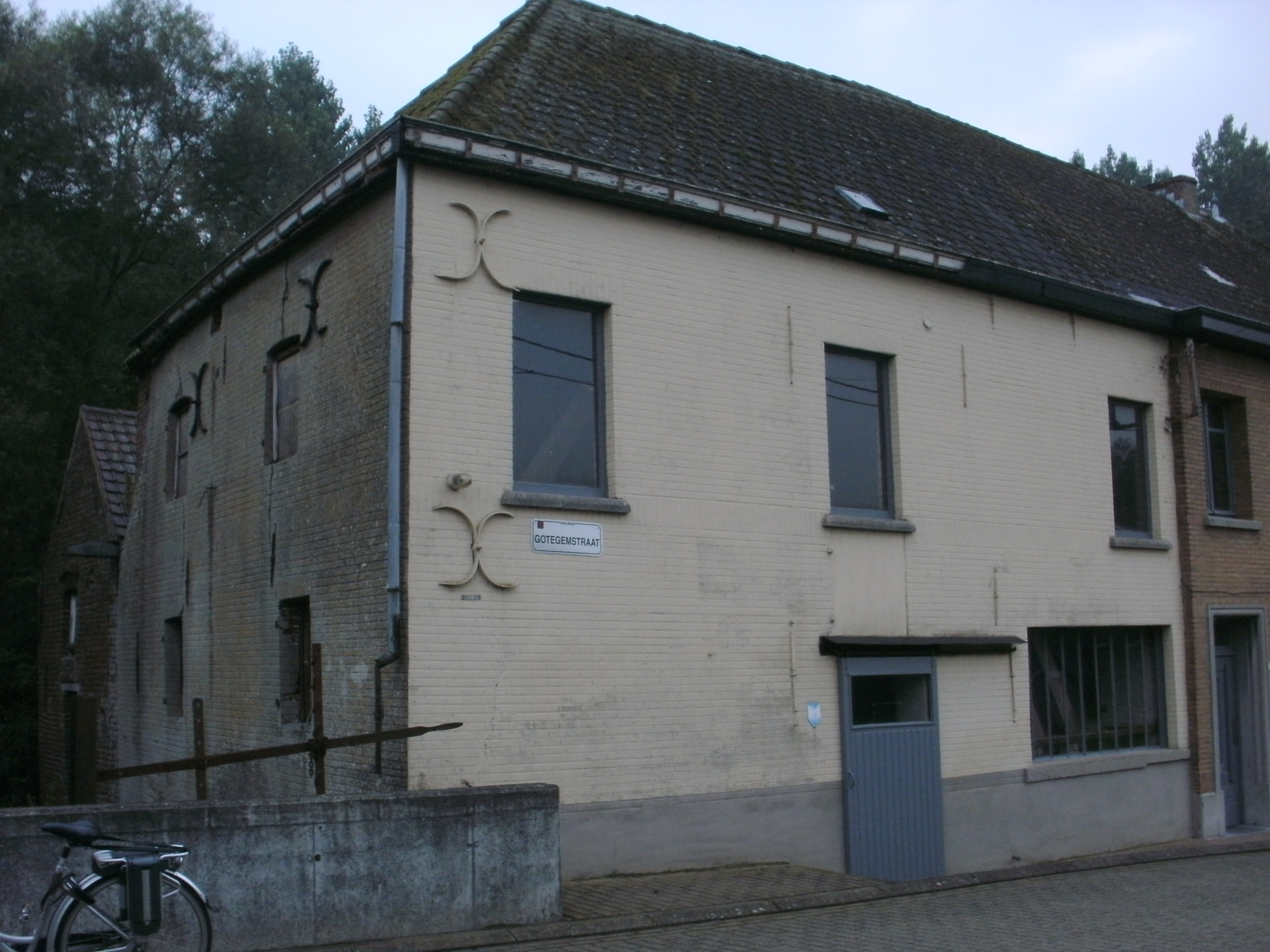
Gotegemmolen
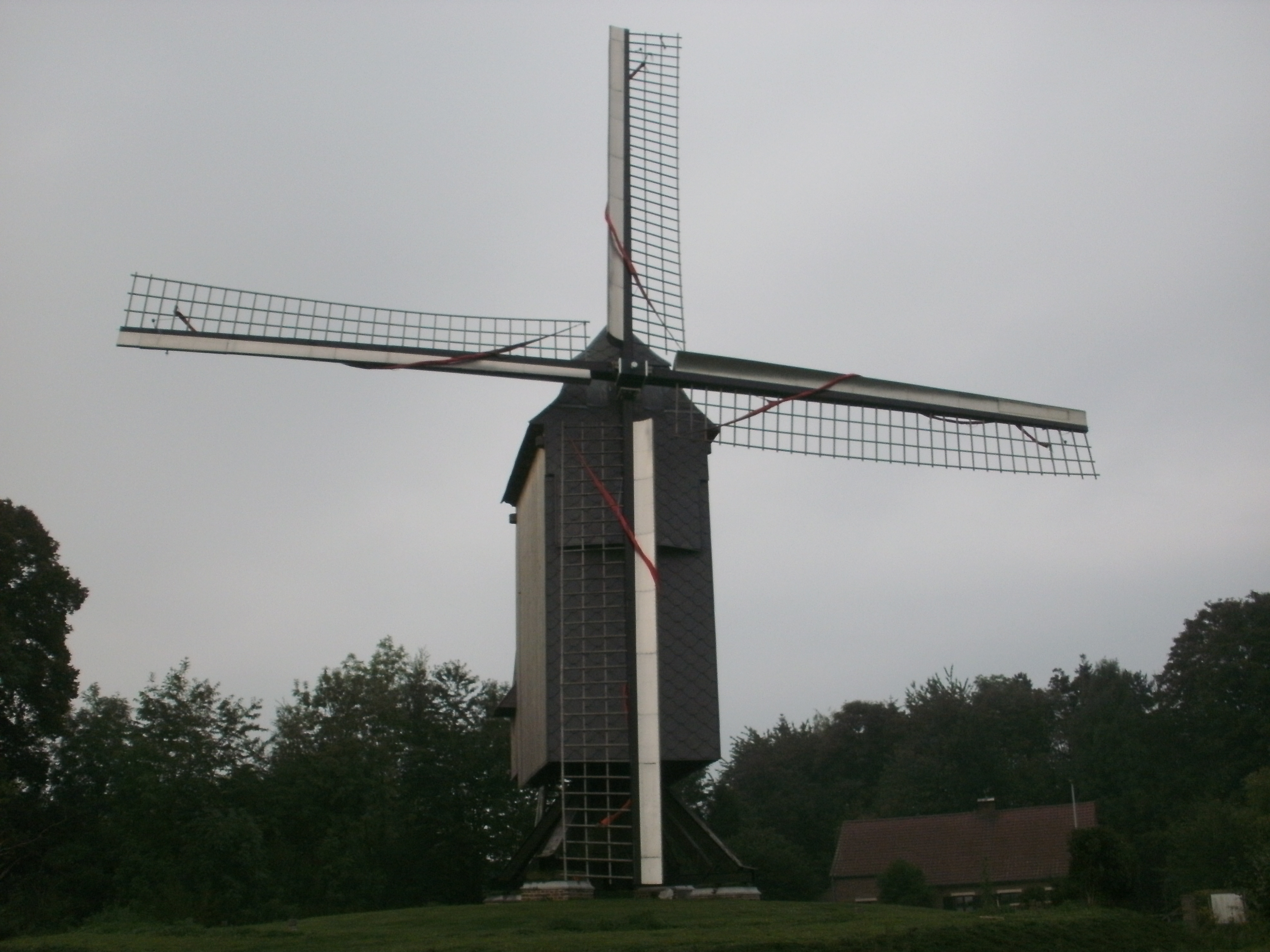
Kruiskoutermolen
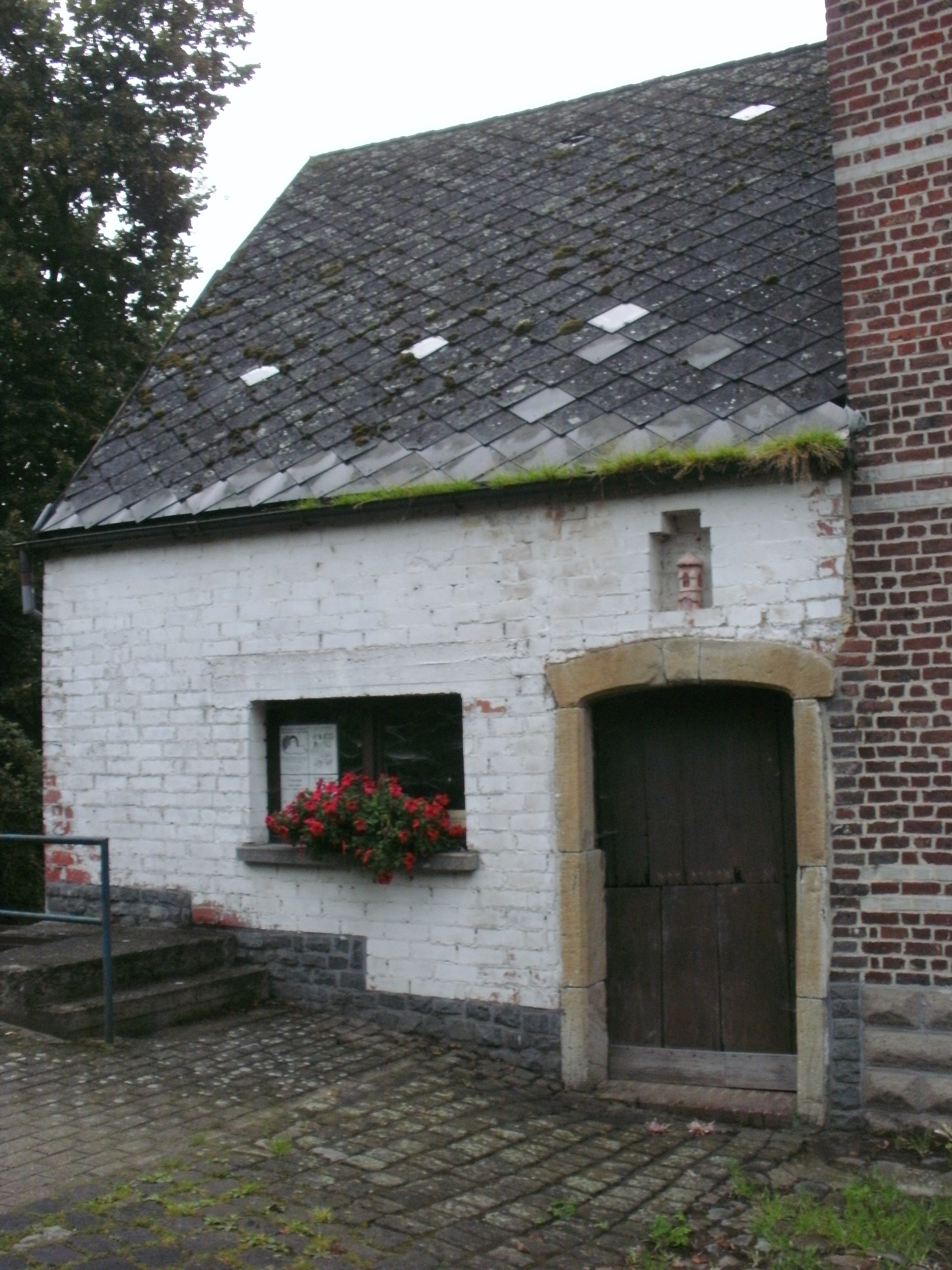
Molen te Broeck
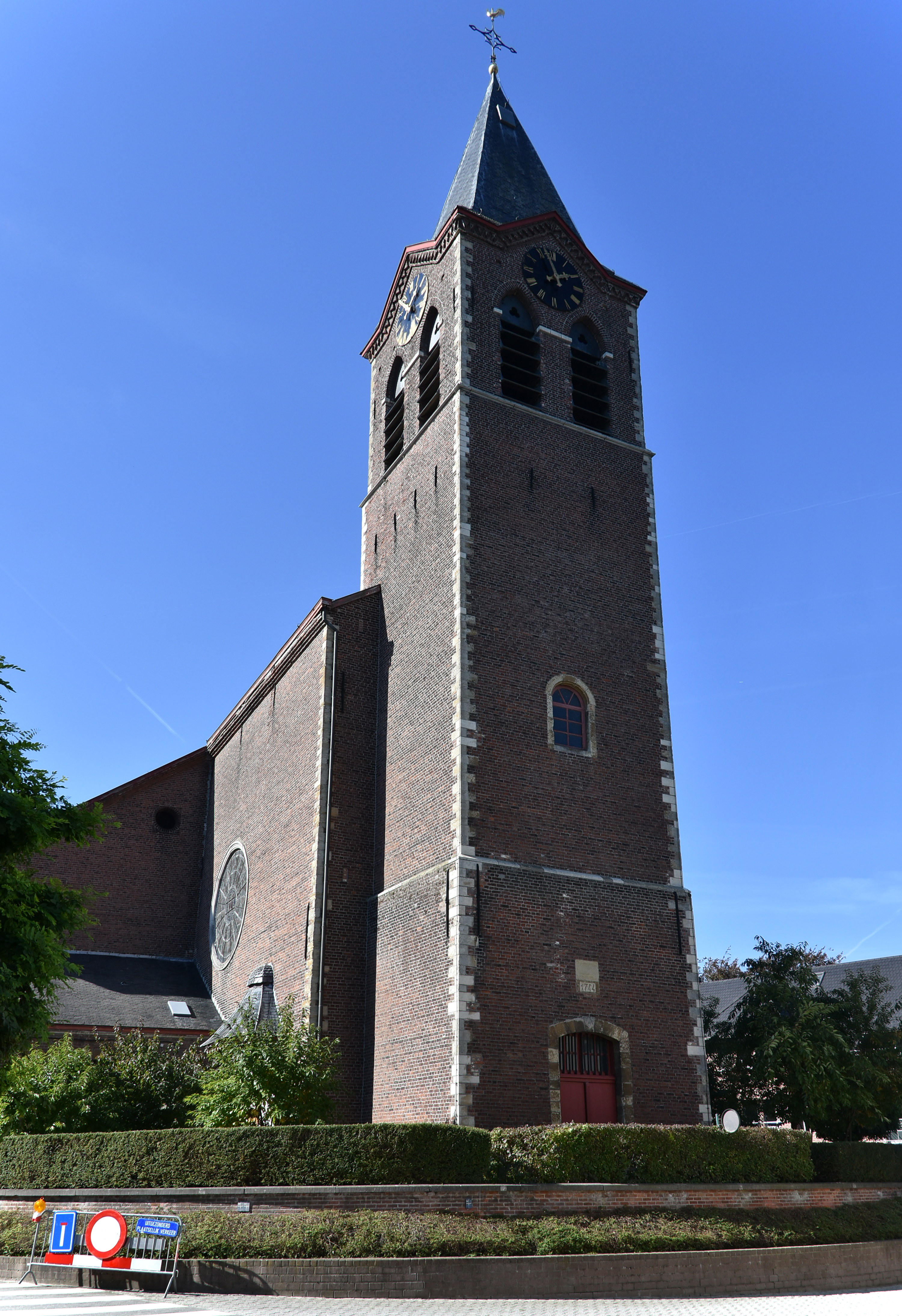
Sint-Bavokerk
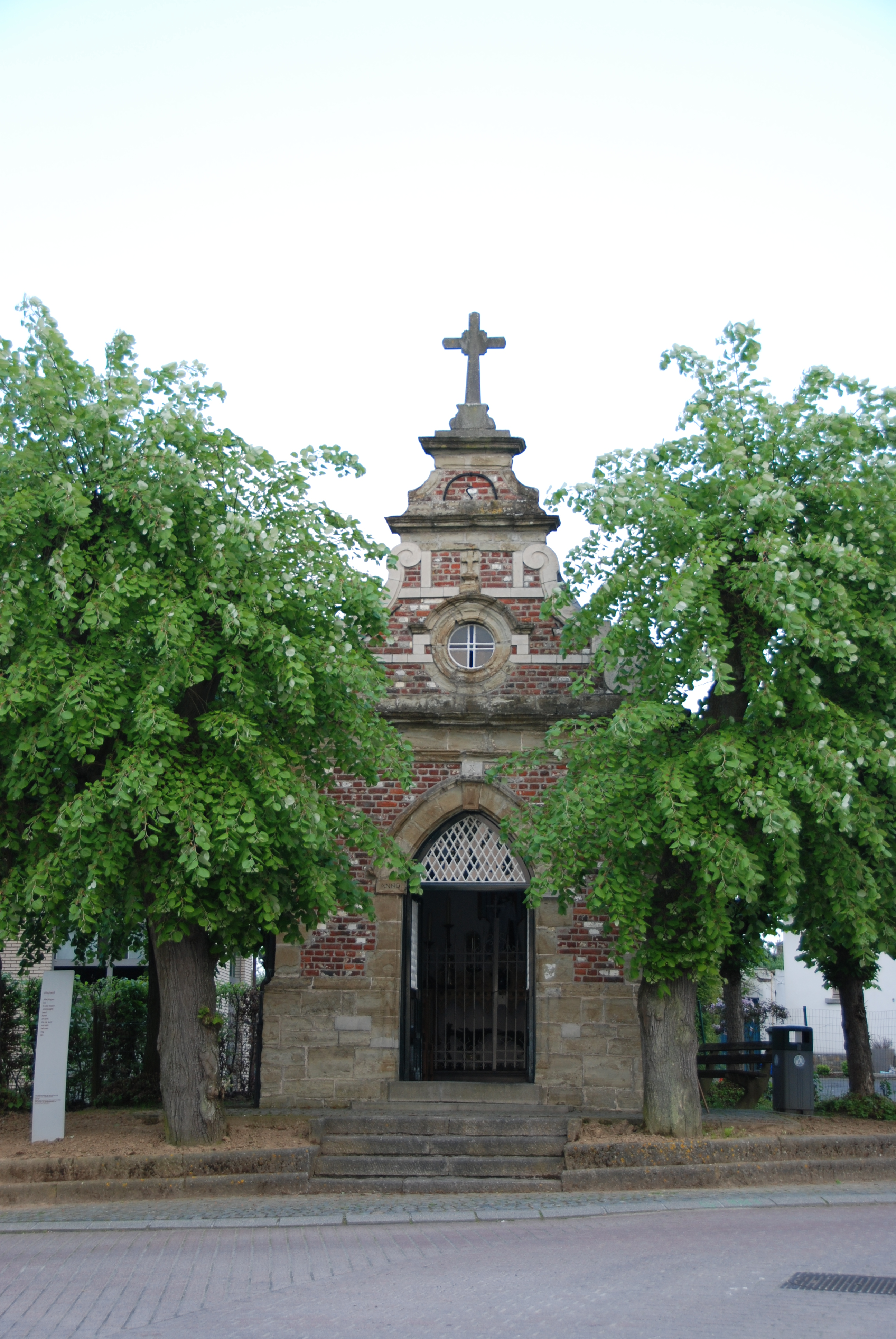
Dikke Kapel Mere
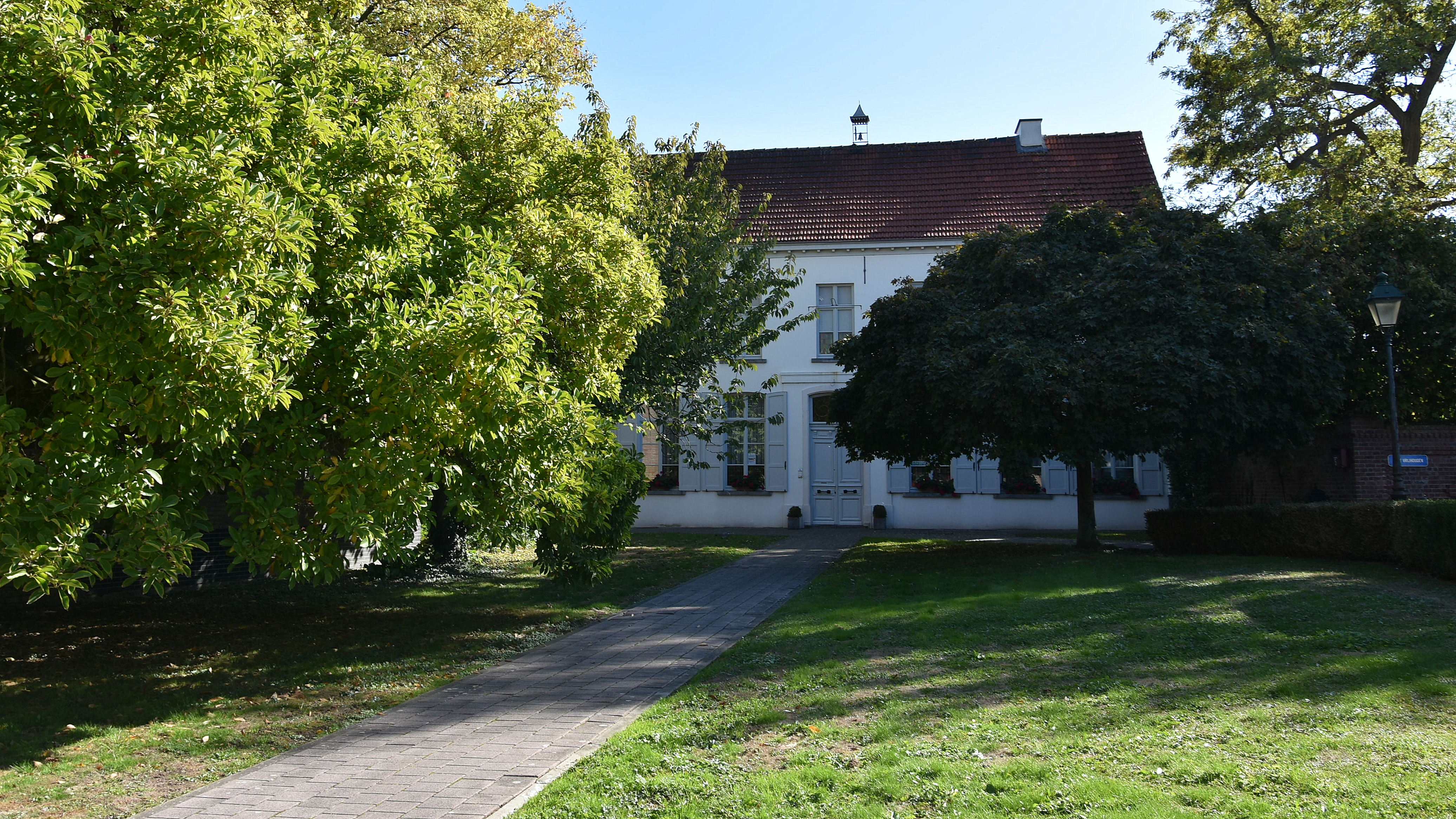
De pastorie
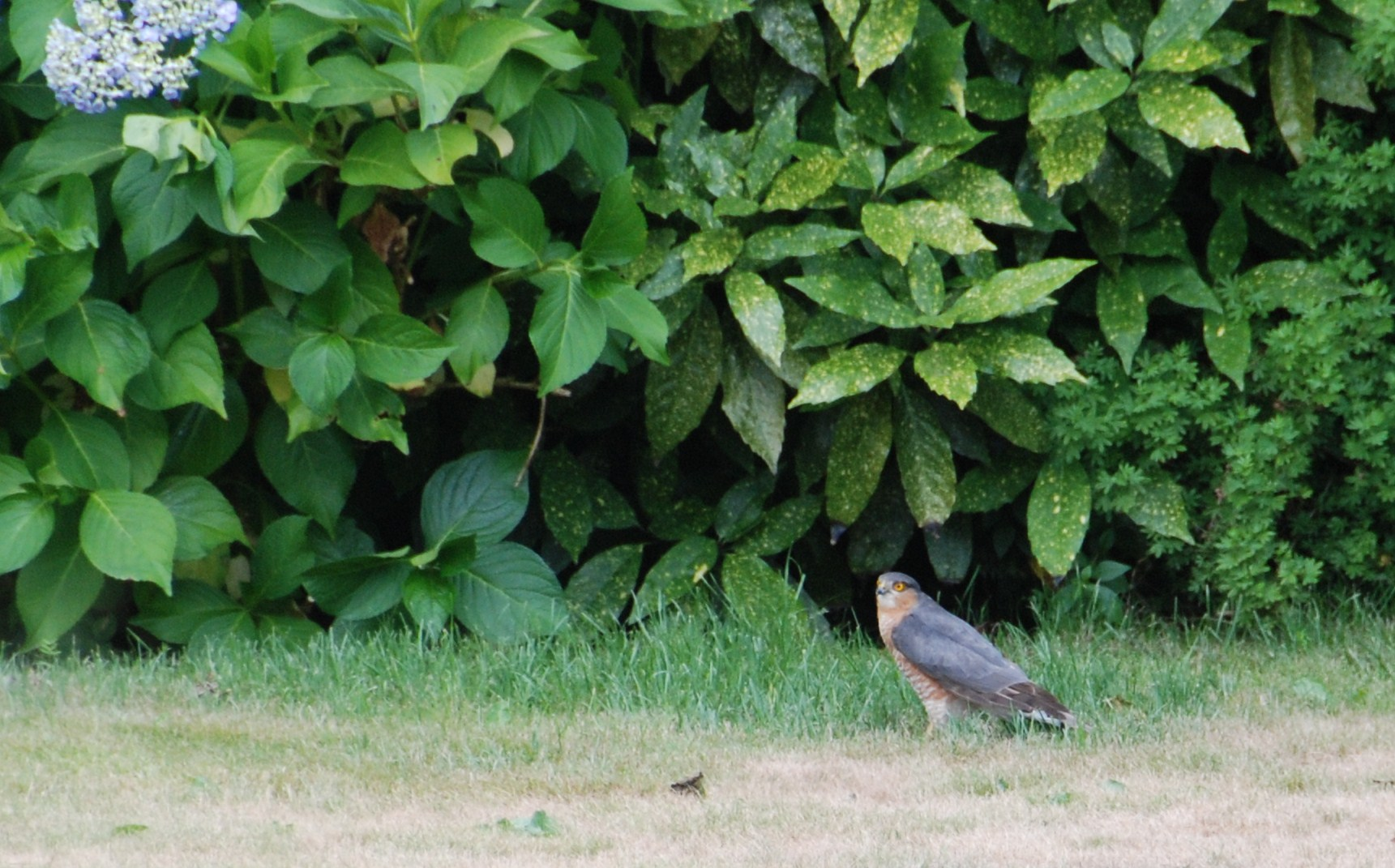
Sperwer in Kruiskouter Mere (nabij Blauwbos - Molenbeekvallei)
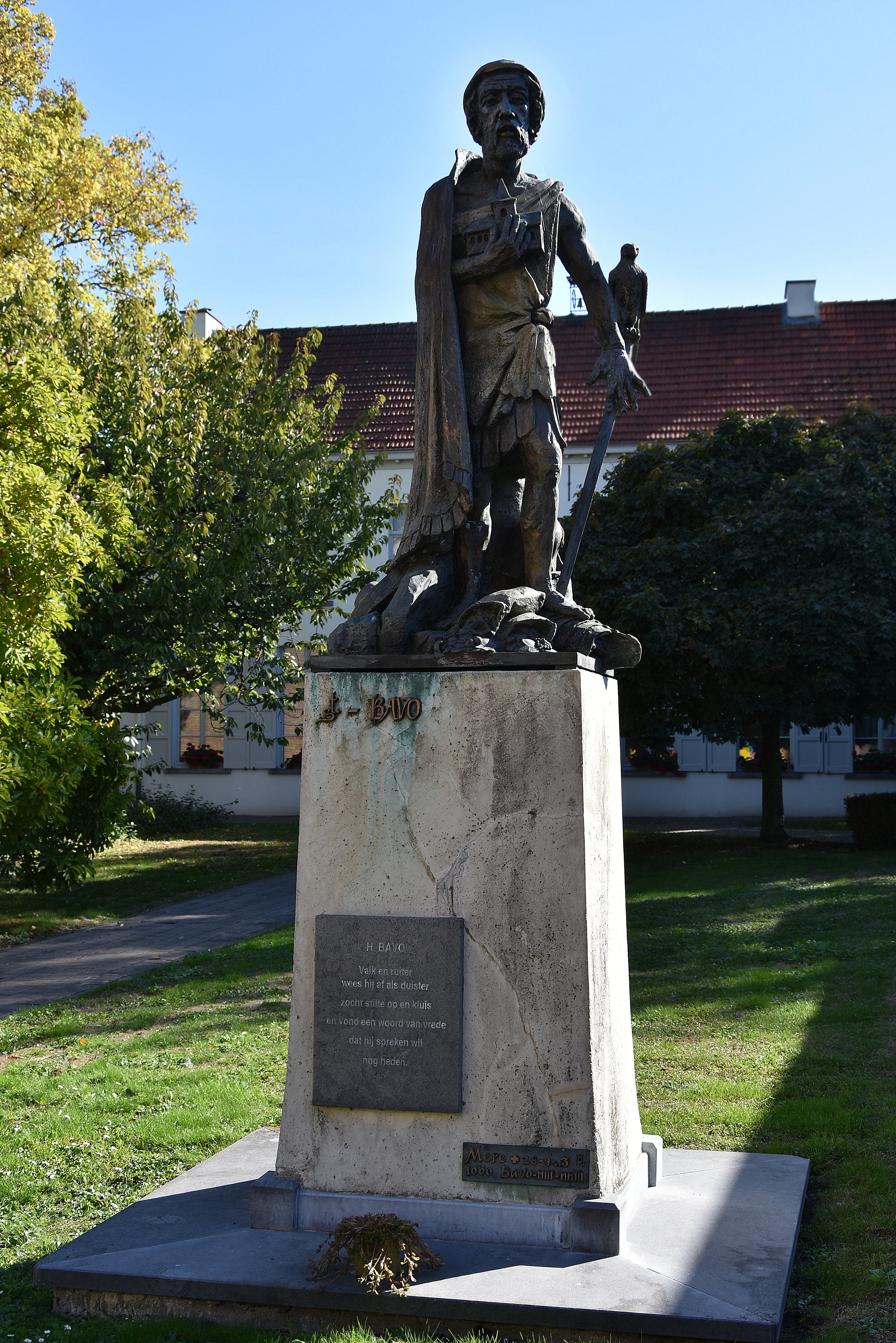
Bavo van Herman De Somer (1923-2008)

## Evenementen
- Aan de kerk start jaarlijks in de maand augustus de Paardenommegang.
- Er is een "oogstkermis" rond de eerste zondag na 15 augustus. De vrijdag voor deze kermis is er een avondmarkt. De hele week zijn er ook wielerwedstrijden voor alle categorieën.2011 profs start met Lucien Van Impe

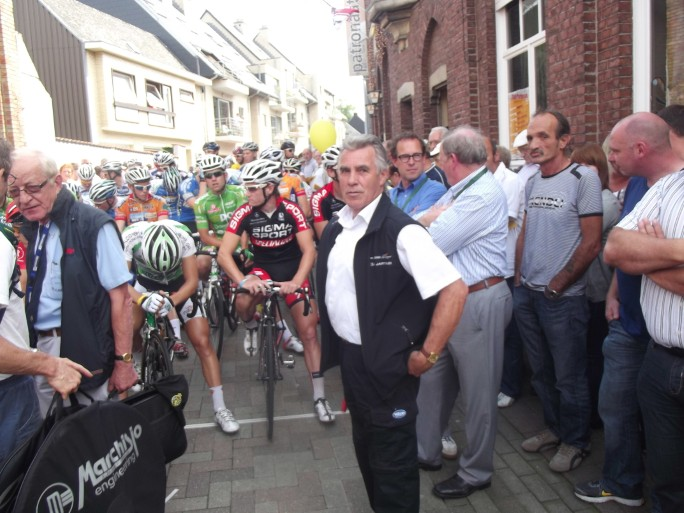
2011 profs start met Lucien Van Impe

- In oktober is er een "kleine" kermis.

## Verkeer en vervoer

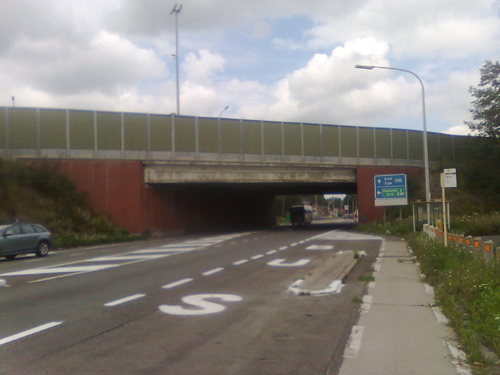
Autosnelwegbrug (E40) over de Oudenaardsesteenweg

- Door het noorden van Mere loopt de snelweg A10/E40, die er een op- en afrit heeft. Op de grens tussen Erpe en Mere is er ook een spoorweghalte Erpe-Mere.
- Er zijn enkele wegels in het trage wegennetwerk van Erpe-Mere opgenomen. Eén ervan loopt van de visvijver aan het "Blauwbos" tussen een boerderij (Van Cauter) en de weide naar de Diepestraat.
- Er is een fietssnelweg aangelegd die deels langs de spoorlijn loopt.

## Sport
- Voetbalclub FC Mere is aangesloten bij de KBVB en speelt er in Vierde Provinciale.
- Er waren 2 basketclubs in Mere. De eerste was "BC Euroman", later gewijzigd naar "BC Erpe-Mere", en opgericht door Paul De Leenheer en Prosper Van den Eeckhoudt. Deze laatste was een plaatselijke ondernemer die onder meer de kledij onder de naam "Euroman" fabriceerde (in de Nieuwstraat: winkel "De Regenboog"). De eerste was boekhouder en lid van de bankdirectie en later de eerste voorzitter van de sportraad van Erpe-Mere die later ook gehuldigd werd als sportlaureaat. De tweede club ontstond uit een splitsing uit BC Erpe-Mere en nam het oude nummer van de Black boys (voorheen een basketclub uit Aalst) over.
- Grote Prijs Lucien Van Impe is een wielerwedstrijd voor eliterenners georganiseerd door de Meerse wielervrienden.

## Bekende inwoners
- Lucien Van Impe, winnaar van de Ronde van Frankrijk in 1976.
- Koen De Graeve, acteur en toneelspeler.
- Kenneth Vanbaeden, acteur uit de film de helaasheid der dingen uit 2009.
- Jimmy Samijn, zanger van Get Ready!

In 2018 maakten De Wanzeelse Kineasten voor Erfgoedcel Denderland video-opnames van verschillende dialecten in de Denderstreek, waaronder het Meers.

## Nabijgelegen kernen
Erpe, Bambrugge, Edixvelde, Aaigem, Ede
Deelgemeenten: Aaigem · Bambrugge · Burst · Erondegem · Erpe · Mere · Ottergem · Vlekkem

Gehuchten: Edixvelde (deels) · Egem

Belgische gemeenten · Arrondissement Aalst · Oost-Vlaanderen · Vlaanderen